# No tendrás nada y serás feliz
No tendrás nada y serás feliz (originalmente en Inglés: You'll own nothing and be happy) es una frase que se origina en un vídeo de 2016 del Foro Económico Mundial (WEF), que resume un ensayo escrito por la política danesa Ida Auken sobre un futuro hipotético de una persona que depende de la economía colaborativa para muchas de sus necesidades. La frase ha sido usada por críticos del Foro Económico Mundial que acusan al WEF de querer restringir a la propiedad privada. La frase también ha sido usada como referencia al modelo de negocio de suscripción y del software como servicio.

## Contexto
Auken había escrito previamente en 2014 sobre un hackathon en el WEF que propuso "FridgeFlix", una startup que permitiría a los usuarios arrendar todos sus electrodomésticos domésticos a través de un proveedor que también brindaría servicio y actualizaciones para estos electrodomésticos. La empresa propuesta reduciría el riesgo de que los residentes incurrieran en costosas reparaciones y colaboraría con los proveedores de energía para reducir el consumo eléctrico de los electrodomésticos.
En 2016, Auken publicó un ensayo titulado originalmente "Bienvenido a 2030. No poseo nada, no tengo privacidad y la vida nunca ha sido mejor", que luego fue titulado "Así es como la vida podría cambiar en mi ciudad para el año 2030" en el sitio web oficial del WEF. Describía la vida en una ciudad no especificada en la que el narrador no posee un automóvil, una casa, electrodomésticos o ropa, y en su lugar depende de servicios compartidos para todas sus necesidades diarias. Auken luego agregó una nota del autor al relato en respuesta a los críticos, afirmando que no es su "utopía o sueño del futuro" y que su intención era iniciar discusiones sobre el desarrollo tecnológico.

## Opinión contemporánea
En 2016, el WEF publicó un artículo y un vídeo basados en parte en el ensayo de Auken. Los usuarios de las redes sociales compartieron una captura del vídeo que mostraba a un hombre no identificado sonriendo con un gráfico digital en pantalla que decía "No poseerás nada. Y serás feliz" superpuesto, añadiendo críticas a las opiniones de Auken. El WEF aclaró que no tiene como objetivo declarado que las personas "no posean nada y sean felices", y que su marco de trabajo Agenda 2030 incluye la propiedad y el control individuales sobre la propiedad privada.
En 2017, un escritor de The Independent describió el ensayo de Auken como acorde con los principios de la economía colaborativa, señalando que el Reino Unido ya tenía servicios en línea que permitían a los usuarios compartir propiedades, espacios de almacenamiento, automóviles, prendas de diseñador, herramientas y otros objetos costosos. Un cofundador de Fat Lama, un sitio web de alquiler, observó que las personas que compran objetos costosos como cámaras réflex digitales (DSLR) y drones optan por modelos más caros y de gama alta para poder alquilarlos y recuperar sus costos.
También en 2017, un comentarista de European Digital Rights (EDRi) describió el artículo de Auken como "inquietante" y "distópico". EDRi criticó la visión de Auken sobre la propiedad centralizada como una "dictadura benevolente".

## Reacciones durante la pandemia de COVID-19
Aunque el ensayo de Auken fue publicado más de tres años antes de la pandemia de COVID-19, la frase ganó popularidad entre los críticos del WEF después de que la organización anunciara la iniciativa "Gran Reinicio" para la recuperación económica global después de la pandemia. En 2023, un columnista de National Review escribió, refiriéndose al WEF: "Muy pocos de nosotros vemos como un problema importante el poseer nuestras propias casas, nuestros propios automóviles y nuestra propia ropa, el tipo de crisis que requiere que los legisladores daneses y las élites empresariales mundiales se reúnan y elaboren un plan para rescatarnos".
Adrian Monck, director gerente del WEF, rastreó el origen mimético de la frase hasta una publicación de 4chan titulada "No poseas nada, sé feliz - El Orden Mundial Judío 2030". La frase comenzó a difundirse en foros extremistas en Internet antes de que proveedores de noticias mainstream como Fox News y Sky News Australia, y creadores de contenido populares como Russell Brand, la compartieran con su audiencia. Monck dijo que el WEF eliminó todos los medios relacionados con el ensayo de Auken de su sitio web "debido al abuso y las amenazas en línea que había enfrentado".
Una verificación de datos de Reuters señaló que las afirmaciones falsas sobre el WEF se han mezclado con críticas a los Objetivos de Desarrollo Sostenible de las Naciones Unidas, que incluyen un objetivo de hacer que la propiedad esté disponible para todos para 2030.